# Raïssa Gorbatcheva
Pour les articles homonymes, voir Gorbatcheva.
Raïssa Maximovna Gorbatcheva (en russe : Раи́са Макси́мовна Горбачёва), née Titarenko (en russe : Титаре́нко) le 5 janvier 1932 à Roubtsovsk (Sibérie occidentale) et morte le 20 septembre 1999 à Münster (Allemagne), est une personnalité majeure dans la préservation du patrimoine de la Russie. 
Elle était mariée avec Mikhaïl Gorbatchev, dernier dirigeant de l'Union soviétique, ce qui fit d'elle l'épouse du chef d'État d'octobre 1988 à décembre 1991.

## Biographie
Raïssa Maximovna Titarenko naît en Sibérie le 5 janvier 1932 à Roubtsovsk d'un père employé des chemins de fer. Son grand-père maternel a été déporté durant la période stalinienne.
Elle étudie la philosophie et la sociologie à la faculté de philosophie de l'université de Moscou et épouse ensuite Mikhaïl Gorbatchev en 1953. Le couple s'installe à Stavropol, dans la région natale de Mikhaïl, à 1 230 km au sud de Moscou, et Raïssa y poursuit ses études et donne naissance en 1957 à une fille unique.
Partie pour Moscou en 1978, elle délaisse son travail d'enseignante en philosophie. Elle devient membre du présidium du Fonds soviétique de la Culture en 1986. Elle reçoit en 1992 le prix international Donna-Citta di Roma pour son livre J'espère.
Raïssa Gorbatcheva meurt le 20 septembre 1999 d'une leucémie aiguë, à l’hôpital universitaire de Münster (de), en Allemagne, où elle était soignée par le professeur Thomas Büchner (de). Elle est inhumée au cimetière de Novodevitchi de Moscou.

## Rôle politique et influence
Raïssa Gorbatcheva fait contraste avec les précédentes épouses des dirigeants soviétiques. En effet, à l'inverse de ces prédécesseurs, souvent absentes de la vie politique, Raïssa s'investit grandement dans la politique de son mari. Elle apparait fréquemment aux côtés de Mikhaïl, devant les caméras du monde entier et lors de ses déplacements diplomatiques. Mikhaïl Gorbatchev décrit sa femme comme le moteur de sa vie.
Elle joue un rôle non-négligeable dans la perestroïka et la politique réformatrice de son mari. Raïssa, moderne, cultivée et sophistiquée, est très vite appréciée par les Occidentaux. Son élégance et son omniprésence aux côtés de Mikhaïl captivent les médias et l'opinion internationale. Cependant, son goût pour le luxe et la haute-couture, ainsi que son aspect occidental, sont critiqués par les Soviétiques conservateurs.